# Salah al-Din al-Bitar
Ṣalāḥ al-Dīn al-Bīṭār (in arabo صلاح الدين البيطار‎?, Ṣalāḥ al-Dīn al-Bīṭār; Damasco, 1º gennaio 1912 – Parigi, 21 luglio 1980) è stato un politico siriano.
Fu uno dei due fondatori del partito Baʿth, che rappresentò nel secondo dopoguerra una delle forme più diffuse e organizzate del nazionalismo arabo.
Politico siriano e nazionalista arabo, fu fondatore insieme a Michel Aflaq del partito politico Baʿth, dopo aver lavorato nel corso dei loro studi a Parigi all'inizio degli anni trenta alla definizione programmatica di un'ideologia panaraba che combinasse allo stesso tempo alcuni aspetti del nazionalismo arabo con quelli del socialismo arabo.
Al-Bīṭār è stato primo ministro di vari governi siriani, ma fu costretto all'esilio nel 1966 a seguito della forte radicalizzazione dello scontro all'interno del partito che aveva fondato con ʿAflaq e dell'assunzione dei poteri da parte della cosiddetta "ala militare" che faceva allora capo al generale Salah Jadid.
Visse il resto della sua vita in Europa e rimase politicamente attivo fino al suo assassinio il 21 luglio del 1980.

## Gioventù
Ṣalāḥ al-Dīn al-Bīṭār nacque a Damasco, nel quartiere di al-Midan (in arabo حي الميدان‎?, Ḥayy al-Mīdān, ossia "Quartiere della Piazza"), figlio di un commerciante sunnita; apparteneva a una famiglia molto religiosa, tanto che vari suoi membri erano ʿulamāʾ in varie moschee siriane. Al-Bīṭār crebbe quindi in un ambiente assai conservatore e studiò in una scuola primaria musulmana (kuttab) prima di cominciare gli studi secondari a Maktab Anbar.
Vivendo a Midan, fu influenzato dalla rivoluzione siriana del 1925 (grande rivoluzione siriana) contro l'occupante francese (mascherato da potenza mandataria su incarico della Società delle Nazioni). Al-Midan fu bombardata a più riprese, lamentando la morte di varie centinaia di civili.

## Studi
Al-Bīṭār studiò fisica alla Sorbona di Parigi, dove conobbe Michel Aflaq, un cristiano ortodosso, anch'egli siriano e figlio di un piccolo commerciante. Insieme s'interessarono dei movimenti politici e intellettuali dell'epoca, e in particolar modo al nazionalismo e al marxismo. Fondarono quindi l'Union des Étudiants Arabes en France.
Al-Bīṭār tornò in Siria nel 1934 e qui divenne professore di matematica e fisica alla scuola Tajhīz al-Ulā (Scuola Normale), dove già insegnava Michel ʿAflaq.

## Ingresso in politica
Al-Bīṭār, ʿAflaq e qualche loro amico presero a esprimere le loro idee sulla rivista al-Tali'ya (L'avanguardia). Secondo lo storico Hanna Batatu, essi mostrarono uno spiccato interesse più per le questioni sociali che per quelle nazionali. I loro orientamenti politici erano prossimi a quelli del Partito Comunista Siriano, ma nel 1936, in seguito alla vittoria del Fronte Popolare in Francia, essi constatarono che i comunisti avevano assunto atteggiamenti assai moderati, obbedendo in questo alle consegne ricevute dall'Unione Sovietica.
Nel 1939, al-Bīṭār e ʿAflaq crearono il circolo della rinascita araba (al-Iḥyāʾ al-ʿArabī): fu la prima volta che fu usato l'espressione al-Baʿth al-ʿarabī, che aveva un significato pressoché identico (iḥyāʾ significa "rinascita" e baʿth "resurrezione"). Si aggiunse Zaki al-Arsuzi, alauita di Alessandretta, che aveva combattuto la Turchia e che si era messo in mostra per i suoi accesi sentimenti nazionalistici col suo "circolo dell'arabismo".
Al-Bīṭār e ʿAflaq si dimisero da insegnanti il 24 ottobre 1942 per entrare definitivamente nel mondo politico. Riscossero molti consensi e nel 1945 fu formato da loro il primo ufficio del partito Baʿth.
Il partito fu in seguito interdetto, ma l'insurrezione di Damasco del maggio del 1945 rafforzò la sua credibilità e il 3 luglio 1946 fu nuovamente autorizzato e poté pubblicare il primo numero del giornale intitolato al-Baʿth. L'anno seguente il Baʿth ottenne un'adesione significativa, allorché la maggior parte dei difensori di Zaki al-Arsuzi, guidati da Wahib al-Ghanim, vi aderirono.

## Il partito Baʿth
Il primo congresso del partito si svolse a Damasco nel 1947 e al-Bīṭār vi fu eletto segretario generale. Grazie allo statuto adottato dal congresso, ʿAflaq divenne ʿamīd - termine che può essere tradotto con "decano" - cosa che faceva di lui il vero leader del movimento.

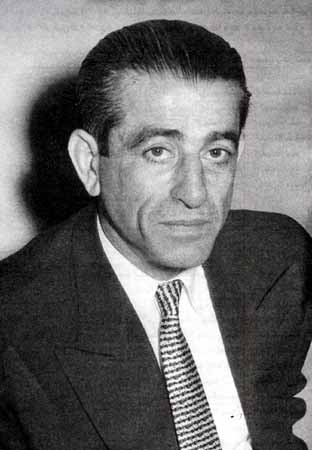
Akram Hourani.

Nel 1952, il presidente della repubblica, il gen. Adib al-Shishakli, vietò l'esistenza di tutti i partiti politici. Al-Bīṭār e ʿAflaq si rifugiarono quindi in Libano e qui entrarono in contatto con Akram Hourani, un politico siriano che aveva creato il Partito arabo socialista. Esso beneficiava di un grande seguito tra i contadini nella regione di Hama, in Siria, e di un'influenza niente affatto trascurabile tra i militari siriani stessi.
I tre politici accettarono di fondere i due partiti e nel 1954 lavoravano già per il rovesciamento del regime militare di al-Shishakli.

Un nuovo congresso ratificò tale fusione e il nuovo partito assunse la denominazione di Partito Baʿth arabo socialista (Partito della Resurrezione araba socialista). Lo statuto adottato in occasione del congresso del 1947 non fu modificato.

## Politica in Siria, 1954-1963

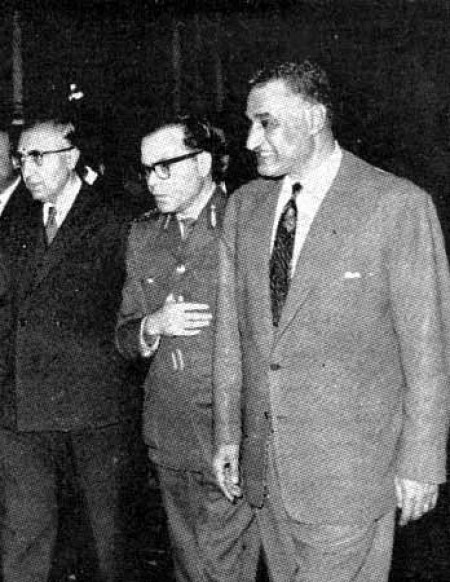
Al-Bīṭār, Lu'ayy al-Atassi e Nasser nel marzo del 1963.

Dopo la caduta di al-Shishakli, in Siria si svolsero elezioni finalmente democratiche.
Al-Bīṭār fu eletto deputato di Damasco, sconfiggendo così il segretario generale del Partito Nazionalista Sociale Siriano, uno dei più importanti avversari ideologici del Baʿth.
Dal 1956 al 1958 fu ministro degli Affari Esteri e con altri baʿthisti, operò in favore dell'unificazione tra l'Egitto di Nasser e la Siria. Quando finalmente nacque la Repubblica Araba Unita (coerente esempio di panarabismo insieme all'unificazione tra i due Yemen) ne divenne ministro.
Come molti politici siriani, fu deluso del risultato di quella fusione e dell'atteggiamento egiziano, in cui il peso carismatico di Nasser non poteva non generare rancori e gelosie. Si dimise allora dal suo incarico l'anno seguente e fece parte di quei sedici politici siriani che firmarono una dichiarazione a favore dello scioglimento dell'esperienza unionista araba.
I membri del suo partito ne rimasero assai negativamente impressionati ed egli fu allora indotto a ritirare la sua firma dal documento.

Il Baʿth si divise dopo la traumatica fine della breve esperienza della RAU, di fatto determinata dalla secessione della Siria cui Nasser non volle reagire con la forza) e una gran parte dei militanti si convertì allora all'ideologia del nasserismo.
Al-Bīṭār restò con ʿAflaq alla direzione del partito, che mantenne la sua vocazione panaraba, ma che divenne assai prudente dopo aver saggiato il forte peso della personalità di Nasser, diversamente da quanto fecero il Movimento Nazionalista Arabo di Georges Habash e di Zureik sul medesimo soggetto strategico.

## Radicalizzazione del Baʿth
Nel 1963 ebbe luogo un colpo di Stato militare in favore della riunificazione tra Siria ed Egitto. Tra i suoi autori figuravano ba'thisti, nasseriani e altri nazionalisti arabi. Costoro crearono un Consiglio rivoluzionario che divenne la più importante istituzione politica siriana. Il consiglio propose ad al-Bitar di assumere la carica di primo ministro e di porsi alla guida di una coalizione governativa che radunasse quanti erano favorevoli alla riunificazione. Al-Bīṭār accettò e qualche tempo dopo assunse la guida del Consiglio rivoluzionario.
Tuttavia i militari ba'thisti non avevano la medesima concezione della politica di al-Bīṭār e di ʿAflaq. Appartenevano a una generazione più giovane che, come in Iraq, era decisamente più radicale.
Questi elementi radicali presero il controllo del Baʿth dopo la conclusione dei lavori del VI Congresso del partito. Esso adottò un programma di estrema sinistra, ispirato dal socialismo sovietico. Al-Bīṭār fu riportato alla guida del governo al termine di moti di piazza che ebbero luogo a Hama e che provocarono numerosi morti.
Tuttavia non v'era di fatto alcun reale potere alla guida dello Stato, diventato ostaggio di un nuovo regime ideologicamente e politicamente ostile al governo.

## Esilio
Al-Bīṭār si propose di allontanare le forze armate dalla guida politica della Siria e depose per questo circa 200 ufficiali ma ciò accelerò un ennesimo colpo di Stato militare il 23 febbraio 1966, portato a termine dal comitato militare del partito Baʿth. Al-Bīṭār e altri dirigenti storici del partito furono incarcerati, ma al-Bīṭār riuscì a evadere e a rifugiarsi a Beirut. Nel 1969 fu condannato a morte per la sua evasione da parte di un tribunale militare, ma l'anno successivo il nuovo "uomo forte", il gen. Hafiz al-Asad, lo graziò. Dopo un breve ritorno a Damasco, incontrò il presidente al-Asad ed ebbe con lui un colloquio di quattro ore. Di questo incontro parlò poi al giornalista francese, affermando:
 Al-Bīṭār aggiunse del pari che non v'era più il Baʿth, né a Damasco né a Baghdad.
Un altro giornalista francese, Éric Rouleau, lo intervistò a metà luglio del 1980 e al-Bīṭār gli rivelò di aver chiesto ad al-Asad di liberalizzare la Siria e di ritirare le sue truppe dal Libano, dove esse figurano 
Non potendo restare più a Damasco per i profondi disaccordi che l'opponevano al dittatore, partì in esilio per Parigi e qui fondò nel 1979 la Société nouvelle de presse orientale e pubblicò la rivista al-Iḥyāʾ al-ʿarabī (La rinascita araba).
Sulle sue pagine lanciò una campagna di stampa contro il Baʿth siriano e scrisse che 
Cadde assassinato il 21 luglio 1980 a Parigi, davanti alla porta del suo ufficio, in rue Hoche.

A seguito del suo omicidio, fu pubblicato simultaneamente un comunicato a Baghdad e a Parigi, a nome dell'"opposizione nazionale democratica". Tra i firmatari figuravano, Amin al-Hafez e Akram Hourani. Il comunicato accusava Hafiz al-Asad di essere il 
A Baghdad, Ṣalāḥ al-Dīn al-Bīṭār fu elevato al rango di "martire" (shahīd).
Secondo il New York Herald Tribune, egli stava operando per creare un fronte d'opposizione con i capi nazionalisti, tra cui Akram Hourani e Hamad Shufi.
Secondo Éric Rouleau, egli sapeva di essere minacciato e aveva preavvertito un mese prima che si trovava ancora "in cima alla lista" delle persone da eliminare da parte della dittatura siriana, unitamente a Hamad Shufi e Issam Attar.

Hourani confermò che un avvertimento gli era stato trasmesso da parte di un diplomatico di un Paese del Golfo persico, e precisò che l'avvertimento era partito da Rifa't al-Asad, il fratello del presidente siriano.